# Методи Христов
Методи Кирилов Христов е български офицер, генерал-лейтенант.

## Биография
Роден е на 2 януари 1912 г. в Радомир. От 1935 е член на РМС, а от 1938 г. и на БКП. От 1925 до 1928 г. учи в Кюстендилската гимназия. През 1930 г. завършва средното си образование във Враца. От 1930 до 1934 г. е студент в Юридическия факултет в София. Между 1935 и 1940 г. лежи в затворите в Кюстендил, Стара Загора и Сливен. От 1940 до 1941 г. служи в трудови части. Между 1941 и 1943 г. работи в търговска къща. След това до март 1944 г. е чиновник в застрахователно дружество. По същото време е мобилизиран за 7 месеца в трудови части в Любимец.
На 17 септември 1944 г. е назначен за политически представител в пета армия. От 1945 до август 1946 г. е първи инструктор в четвърта армия и временен помощник-командир на армията. В периода август 1946-май 1947 г. е помощник-командир на трета армия. От май до август 1947 г. е заместник-началник на политическата част на Военното училище в София. Между август 1947 и октомври 1948 г. е заместник-командир по политическата част на втора армия. От октомври 1948 до февруари 1950 г. е командир на втора пехотна тракийска дивизия. Бил е началник на Главното политическо управление на българската народна армия от февруари 1950 г. до декември 1951 г. От 13 април 1950 г. е генерал-майор, а от 8 септември 1959 г. генерал-лейтенант. Завършва Военната академия на Генералния щаб на СССР (декември 1951 – ноември 1953). В периода декември 1953 – януари 1956 г. е началник-щаб на трета армия. От януари 1956 г. до април 1959 г. е постоянен представител на българската народна армия в Обединеното командване на Варшавския договор в Москва. С разпореждане № 500 на Министерския съвет от 16 април 1959 г. е назначен за заместник-началник на Военната академия в София по оперативно-техническата подготовка. Към 1968 г. е военен аташе в Полша. Умира в София през 1975 г. Награждаван е със съветски орден „Червена звезда“.

## Звания
- генерал-майор – (13 април 1950 г.)
- генерал-лейтенант – (19 септември 1959 г.)